# Ashikaga Yoshinori
En aquest nom japonès, el cognom és Ashikaga.
Ashikaga Yoshinori (足利 義教, 12 de juliol del 1394 - 12 de juliol del 1441) va ser el sisè shogun del shogunat Ashikaga i va governar entre el 1429 i el 1441 al Japó. Va ser el fill del tercer shogun Ashikaga Yoshimitsu.
La mort sobtada del cinquè shogun Ashikaga Yoshikazu el 1425 va impedir que aquest deixes un successor, tampoc el quart shogun Ashikaga Yoshimochi en va tenir. Quan Yoshimochi va morir el 1428, Yoshinori va agafar el títol després d'haver-se acordat en una reunió en el Santuari Iwashimizu per tractar la successió.
El 1438 va sufocar la Rebel·lió Eikyo i va derrotar a Ashikaga Mochiuji, donant com a conseqüència una consolidació del poder. No obstant el 1441 va ser assassinat per Akamatus Mitsusuke el dia del seu aniversari.
El va succeir el seu fill, el sèptim shogun Ashikaga Yoshikatsu.